# Tom Baker
Thomas Stewart Baker (ur. 20 stycznia 1934 w Liverpoolu) – brytyjski aktor, znany głównie z roli czwartego Doktora, głównej postaci z serialu Doktor Who w którą wcielał się w latach 1974–1981 i jest uważany powszechnie za najpopularniejszego odtwórcę tej roli. Obecnie przeżywa renesans swojej popularności, grając wyłącznie głosową, ale ważną i charakterystyczną rolę narratora w serialu komediowym Mała Brytania.

## Filmografia
- 1968 Zimowa opowieść
- 1968 Market in Honey Lane – odźwierny (w odcinku The Matchmakers)
- 1968 George and Dragon – bagażowy (w odcinku The 10:15 Train)
- 1968 Z-Cars – Harry Russell (w odcinkach Hudson’s Way)
- 1968 Dixon of Dock Green – Foreman (odcinek Number 13), człowiek (odcinek The Attack)
- 1969 Thirty-Minute Theatre – kapral Schabe
- 1970 Softly Softly – Site Foreman
- 1971 Mikołaj i Aleksandra – Grigorij Rasputin
- 1972 Jackanory – lektor
- 1972 Opowieści kanterberyjskie – Jenkin
- 1972 Play of the Month – dr. Ahmed el Kabir (odcinek The Millionairess)
- 1973 Luther – papież Leon X
- 1973 The Vault of Horror – Moore
- 1973 Arthur of the Britons – Brandreth
- 1973 Frankenstein: The True Story – kapitan Robert Walton
- 1974 Podróż Sindbada do Złotej Krainy – Koura
- 1974 Mutacje (Mutations, The) – Lynch
- 1974-1981 Doktor Who – Doktor
- 1974 Nouvelles de Henry James – Mark Ambient
- 1977 Piccadilly Circus – Mark
- 1980 Przekleństwo grobowca króla Tut (The Curse of King Tut’s Tomb) – Hasan
- 1980 Sie ma Mojżesz (Wholly Moses!) – Egipski kapitan
- 1982 The Hound of the Baskervilles – Sherlock Holmes
- 1983 Jemima Shore Investigates – Dr. Norman Ziegler
- 1984 Passionate Pilgrim, The – Sir Tom
- 1984 Detektyw Remington Steele (Remington Steele) – Anatole Blaylock
- 1984 Zany Adventures of Robin Hood, The – Sir Guy de Gisbourne
- 1986 Czarna Żmija: Głupek renesansu – kapitan Rum
- 1986 The Life and Loves of a She-Devil – ojciec Ferguson
- 1990 Srebrne krzesło – Błotosmętek
- 1991 Law Lord, The – Sir Lionel Sweeting
- 1991 Selling Hitler – Manfred Fischer
- 1992 Doktor Who – Doktor / narrator (niewydany wcześniej odcinek Shada)
- 1992 Cluedo – Prof. Plum
- 1993 Dimensions in Time – Doktor
- 1992-1995 Medics – Prof. Geoffrey Hoyt
- 2000 Max Bear – Max Bear (głos)
- 2000 The Canterbury Tales – Simpkin
- 2000 Lochy i smoki (Dungeons & Dragons) – Halvarth
- 2001 Fun at the Funeral Parlour – Quimby
- 2001 Randall i duch Hopkirka – profesor Wyvern
- 2003 Swiss Toni – Derek Asquith
- 2003 Strange – ojciec Bernard
- 2003-2006 Mała Brytania – narrator
- 2004-2005 Pan na dolinie (Monarch of the Glen) – Donald MacDonald
- 2007 Panna Marple: Godzina zero – Frederick Treves
- 2008 Mała Brytania w Ameryce – narrator
- 2013 Doktor Who – Doktor (odcinek: Dzień Doktora)